# گره پروسیک
گره پروسیک نوعی گره از نوع گره‌های قلابی است. این گره به وسیله کوهنورد آماتور اتریشی دکتر کارل پروسیک ابداع گردید. گره پروسیک در کوهنوردی کاربرد دارد. 

## نگارخانه

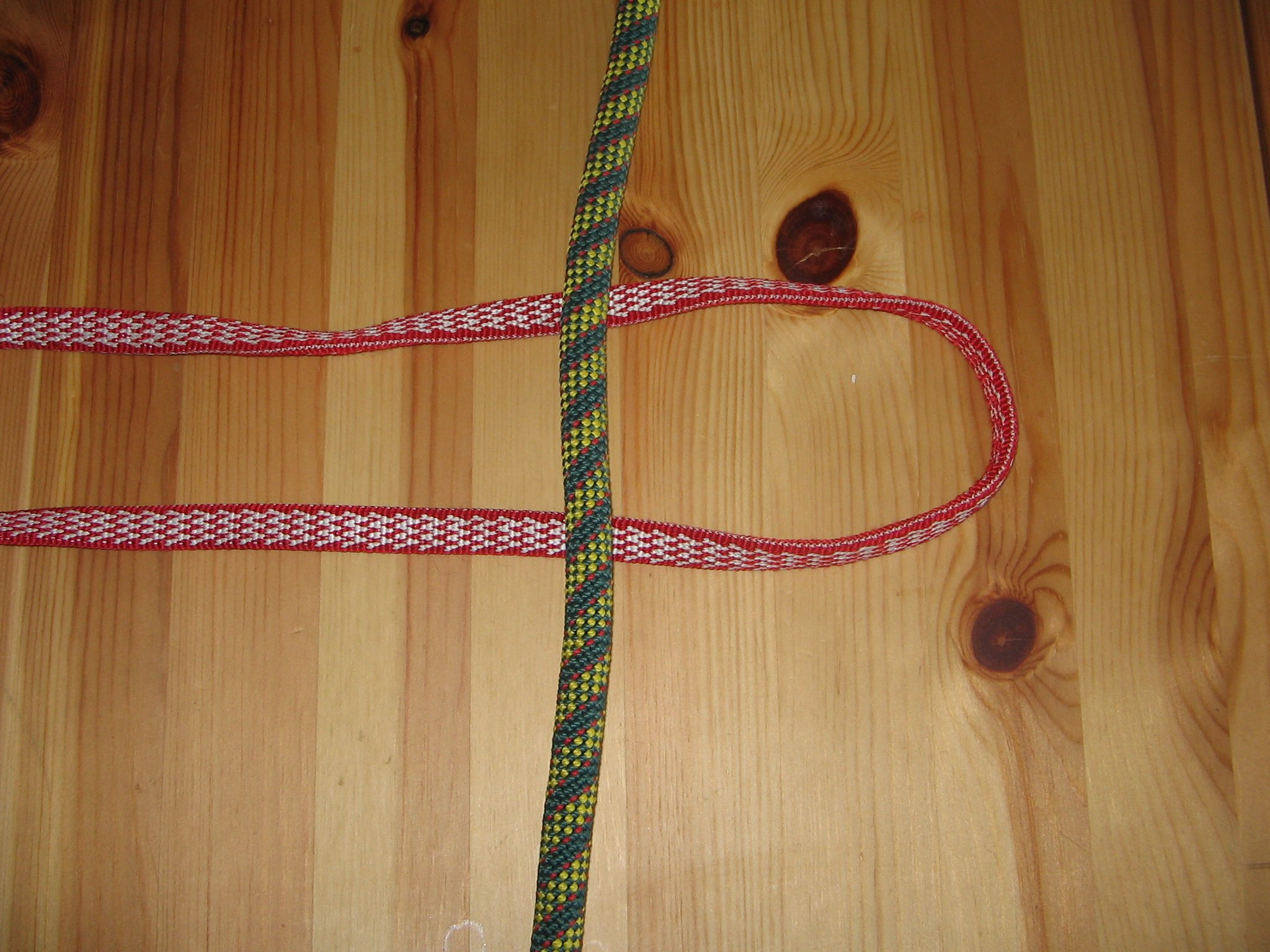
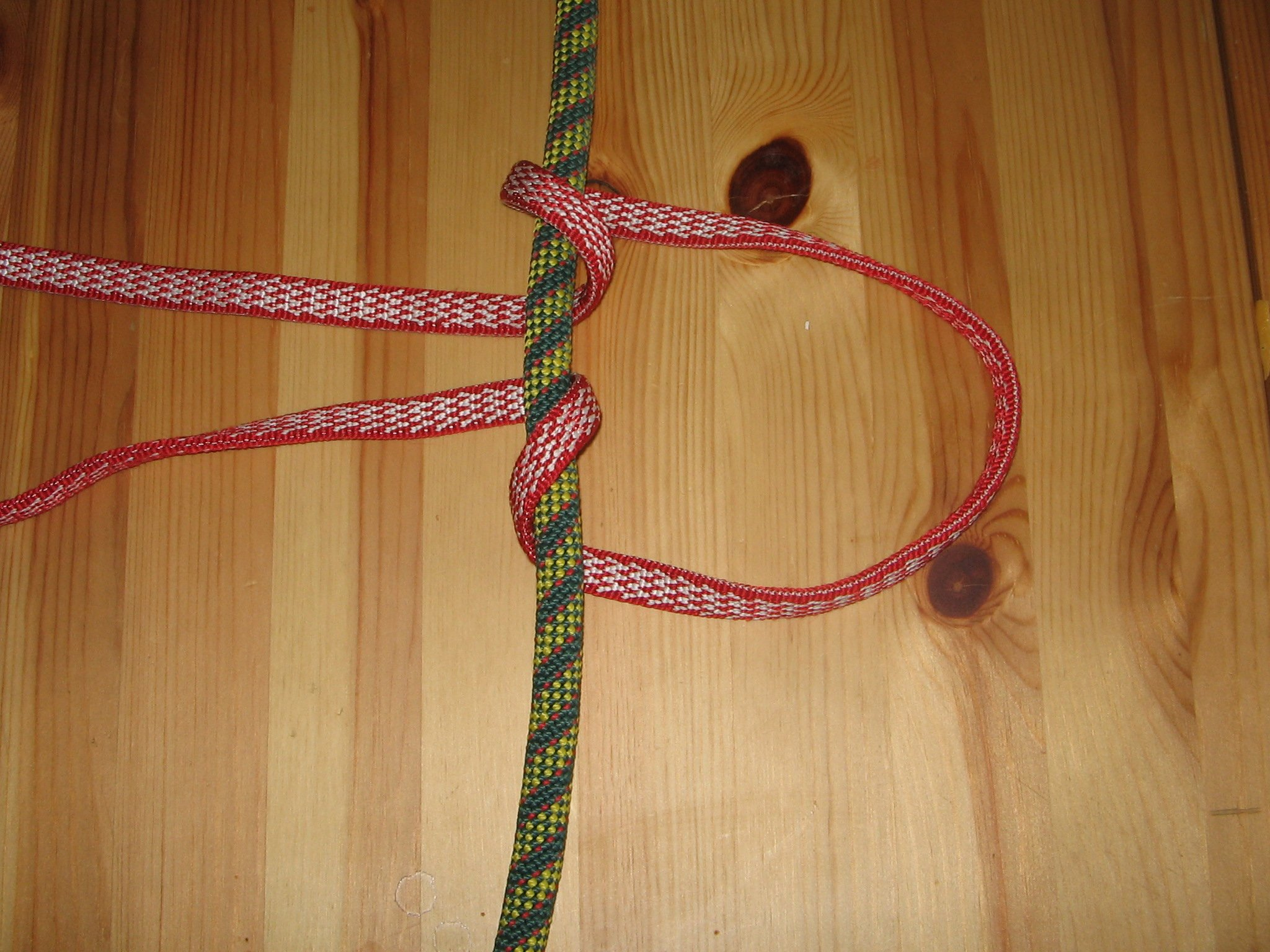
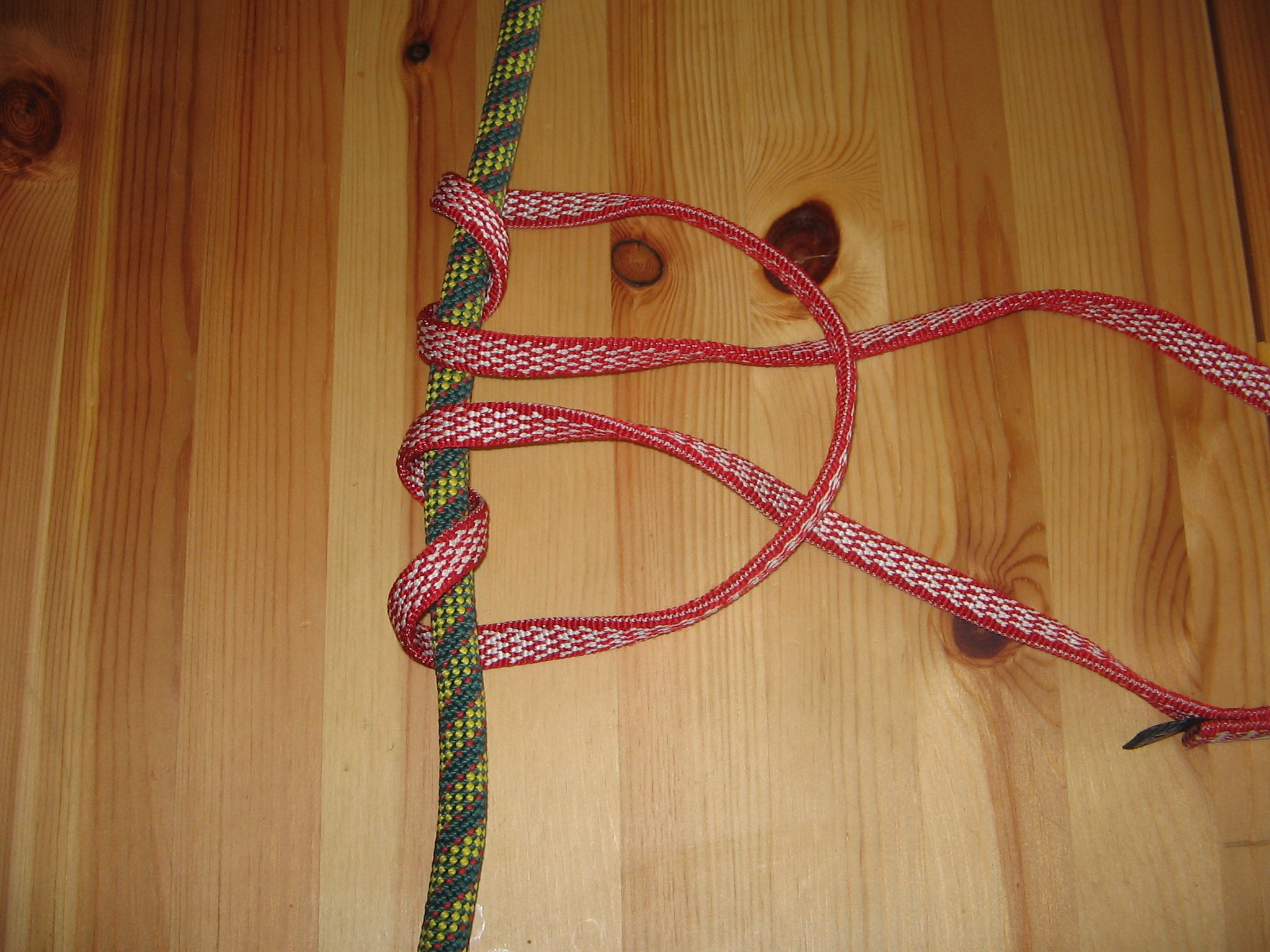
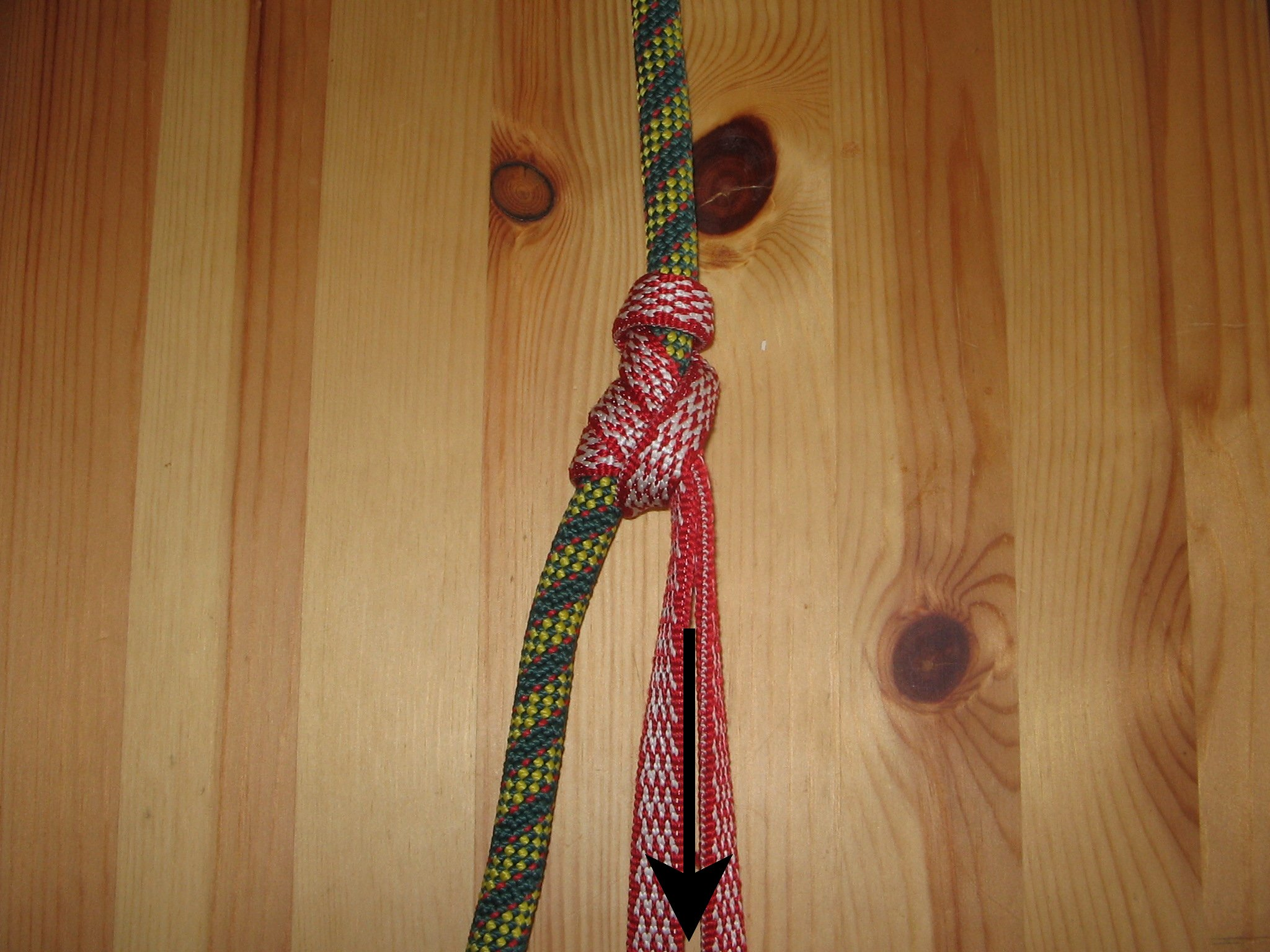
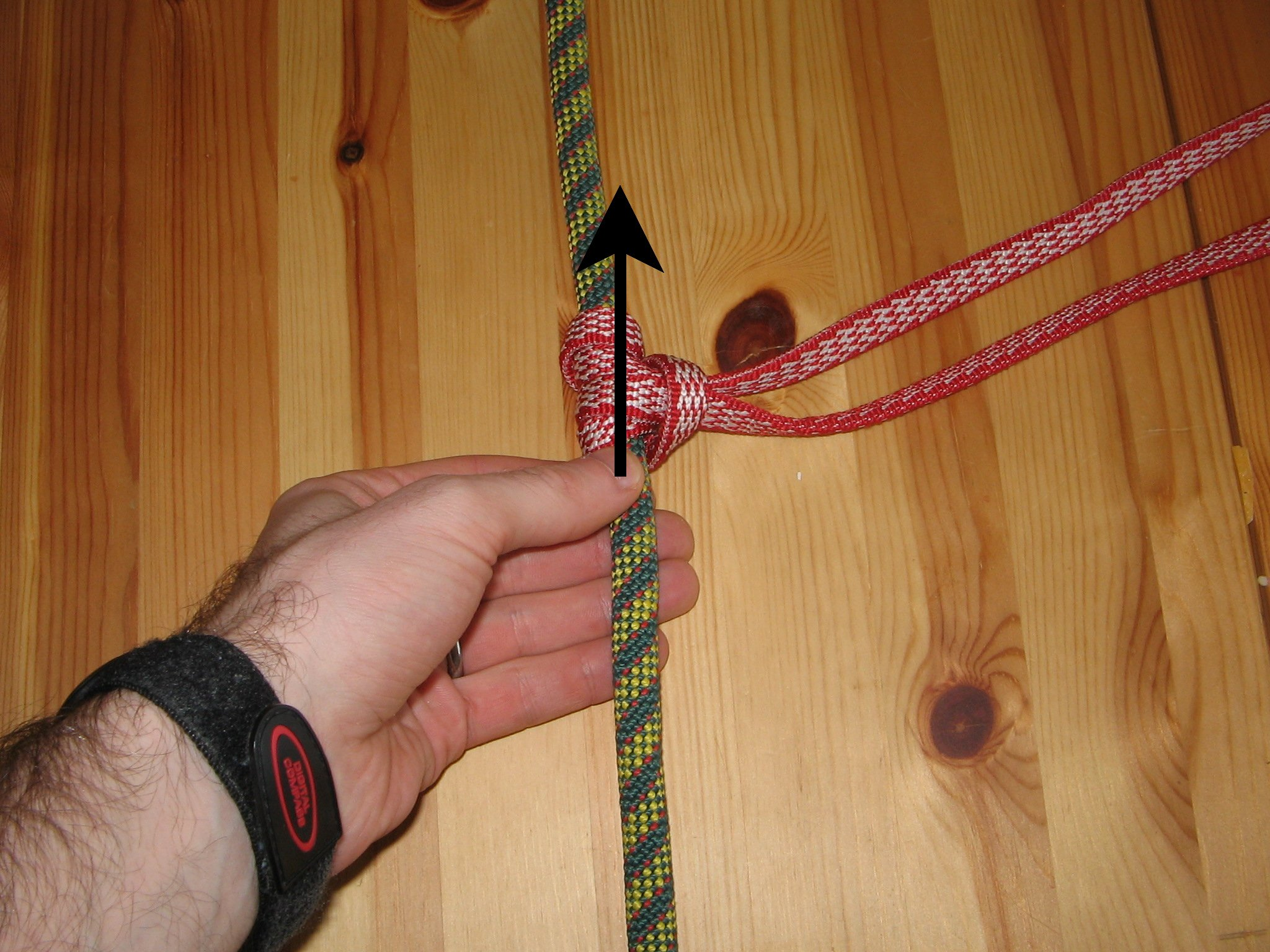
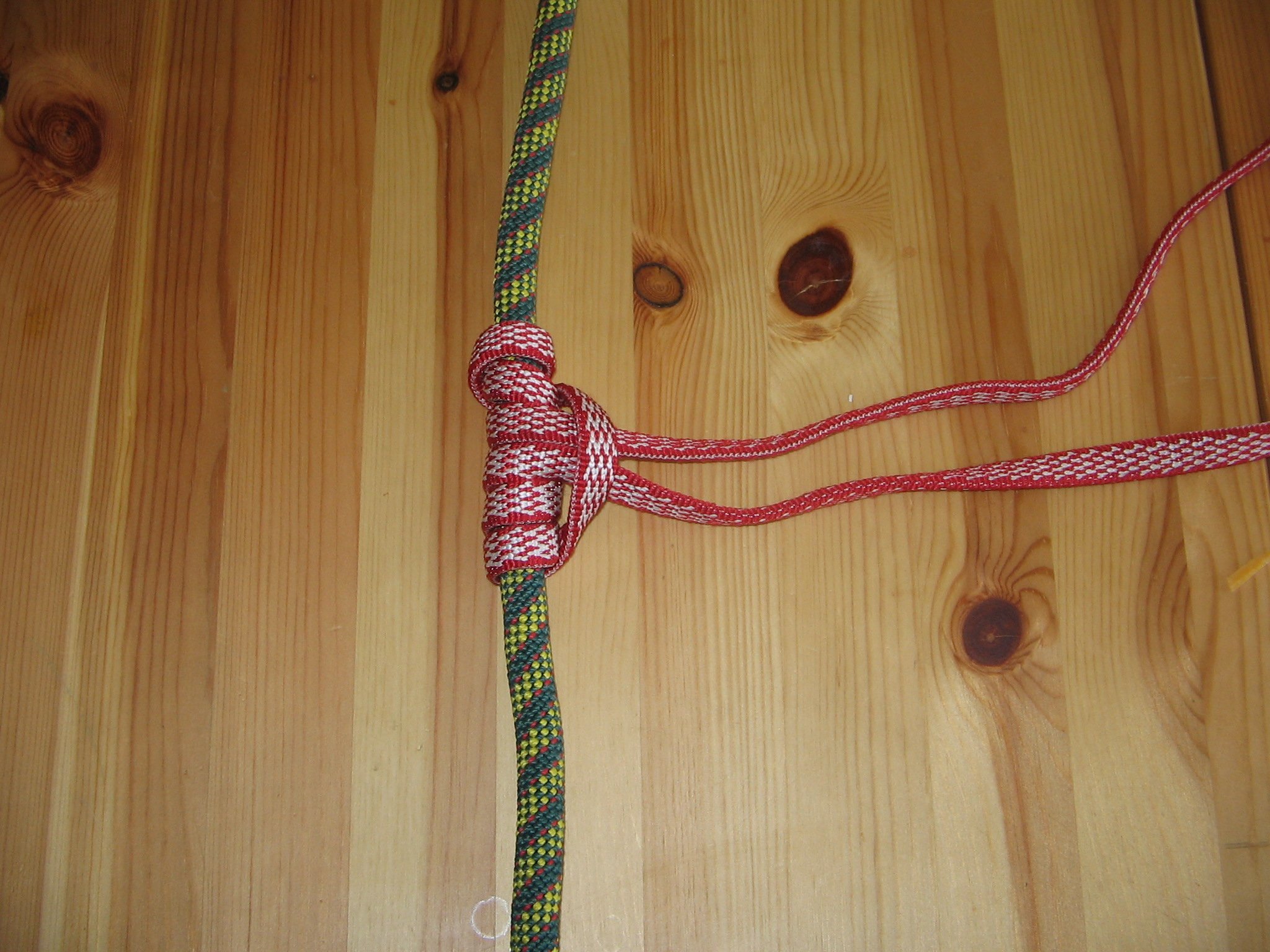